# 野田市立清水台小学校
野田市立清水台小学校（のだしりつしみずだいしょうがっこう）は、千葉県野田市の中央地区にある公立小学校。通称は「清水小」（しみしょう）。

## 概要

### 沿革
- 1974年
  - 4月1日 - 野田市立中央小学校より分離　中央小学校の校地、校舎の一部を借りて4月1日開校。1年～5年18学級編制、児童数621名、職員23名。
  - 7月12日 - 清水台小学校PTA発足。
- 1975年
  - 4月5日 - 第１学期始業式を新校舎で実施（児童数739名）。
  - 12月5日 - 校旗・校歌制定。
  - 12月15日 - プール完成。
- 1976年
  - 1月31日 - 体育館兼講堂完成。
  - 3月19日 - 第1回卒業証書授与式挙行卒業生。男子80名、女子60名、計140名。
- 1978年3月1日 - 正門完成。
- 1984年3月3日 - 4日 - 創立10周年記念式挙行。
- 1985年11月8日 - 千葉県教育委員会より体育優良学校賞を受賞。
- 1988年3月15日 - 観察池整備完了。
- 1990年11月30日 - 道徳教育自主公開研究会開催。
- 1993年12月7日 - 創立20周年記念式挙行。
- 1994年11月15日 - 千葉テレビの「テレビ教材研究」で本校の道徳授業放映。
- 1997年7月23日 - 観察池、ミニ水田にて初の「ホタルの夕べ」開催。
- 1999年6月23日 - 自生したホタルを確認。
- 2003年11月1日 - 創立30周年記念を祝う会開催。
- 2009年11月2日 - 西門利用開始。
- 2010年9月1日 - テレビ東京の「おはスタ」で本校が放映される 。
- 2013年11月22日 - 創立40周年記念式挙行。
- 2014年10月14日 - B棟耐震工事終了。
- 2019年4月1日 - C棟（プレハブ校舎）完成。4年生教室として使用開始。

## 学校教育目標
〜読書いっぱい、あいさついっぱい、元気いっぱいな子供〜

## 部活動
- サッカー部
- 吹奏楽部
- 陸上部

## 主な行事
- 4月 - 始業式・入学式・1年生を迎える会・社会科見学（3年）・犯罪防止教室（1年）
- 5月 - 市内めぐり（3年）
- 6月 - 市内陸上競技大会・ホタルの放流会
- 7月 - 浄水場見学（4年）・夏期休業
- 9月 - 修学旅行（6年）
- 10月 - 校外学習（1年）・校外学習（3年）・校外学習（2年）・林間学校（5年）
- 11月 - わんぱくカーニバル・しょうゆ工場見学（3年）・校外学習（4年）
- 12月 - 校内音楽会・冬季休業
- 1月 - 校内席書会・校外学習（5年）・避難訓練
- 2月 - 一中体験入学
- 3月 - 6年生を送る会・卒業式・修了式

## アクセス
- 東武野田線（東武アーバンパークライン）清水公園駅より徒歩約15分。
- まめバス⑥北ルート堤台「桜の里2丁目」下車。徒歩5分。